# Karl Friedrich Speck
Pour les articles homonymes, voir Speck.
Karl Friedrich Speck (né le 9 février 1862 à Spire et mort le 6 août 1939 (selon d'autres sources: 6 août 1942) à Munich) est ministre d'État bavarois, fonctionnaire et député du Reichstag.

## Biographie
Speck étudie au lycée humaniste de Spire de 1872 à 1880 et les universités de Munich et de Leipzig de 1880 à 1884. Il est stagiaire juridique en 1884 à partir de 1887 et termine la faillite légale de l'État en 1887. En 1890, il est nommé comptable des douanes, en 1893 évaluateur en chef des douanes et en 1898 officier en chef des douanes.
De 1898 à 1914, il est député du Reichstag allemand pour la 4e circonscription de Moyenne-Franconie (Eichstätt, Beilngries (de), Weissembourg (de)) avec le Zentrum.
Entre 1905 et 1914, il est également membre de la Chambre des députés de Bavière (de). En 1914, il est nommé directeur du gouvernement et abandonne ses mandats.
En 1915, il est de nouveau membre de la Chambre des députés bavaroise, et le restera jusqu'en 1918. En 1918, il devient président du Parti populaire bavarois, et le restera jusqu'en 1929. De 1919 à 1928, il est membre du Parlement bavarois (de) et du 31 mai 1919 au 17 janvier 1920 ministre des finances de l'État de Bavière.
De 1920 à 1927, il est président du bureau des impôts de Munich et de 1929 président en chef des finances à Wurtzbourg. En même temps, il est membre de la Cour d'État bavaroise de 1920 à 1928.